# アメリカ合衆国国家経済会議

ホワイトハウスのロゴ

アメリカ合衆国国家経済会議（アメリカがっしゅうこくこっかけいざいかいぎ、英: National Economic Council, NEC）は、安全保障、社会保障なども含めた総合的な立場から経済政策の立案、調整および大統領に助言を行うアメリカ合衆国連邦政府の行政機関のことである。

## 概要
国家経済会議は1993年にクリントン政権において、「軍事的安全保障」と並んで、「経済的安全保障」という考え方のもと、国家安全保障会議と同じ機能を果たすことを期待されて大統領令によりホワイトハウスに設立された。
会議の役割は、ホワイトハウスにおいて経済政策の一貫性を維持する為、また、各経済官庁の調整を図って政策立案を行なうことである。
メンバーは、大統領、副大統領、国務長官、財務長官、農務長官、商務長官、労働長官、住宅都市開発長官、運輸長官、エネルギー長官、保健福祉長官である。他にも閣僚級のスタッフや各種大統領補佐官が拡大関係者（Additional Participants）として参加する。大統領が議長を務め、経済政策担当大統領補佐官が事務を統括する委員長を務める。
オバマ政権では政権発足早々「経済が非常事態のさなかにある」との認識の下、委員長のサマーズが主導して、毎日、大統領に経済情勢の報告をしていく方針を決めた。

## 歴代の委員長
- ロバート・ルービン （Robert Rubin）（1993-1995）
- ローラ・タイソン （Laura Tyson）（1995-1996）
- ジーン・スパーリング （Gene Sperling）（1996-2000）
- ローレンス・リンゼー （Lawrence B. Lindsey）（2001-2002）
- スティーブン・フリードマン （Stephen Friedman）（2002-2005）
- アラン・B・ハバード （Allan B. Hubbard）（2005-2007）
- キース・ヘネシー （Keith Hennessey）（2007-2009）
- ローレンス・サマーズ （Lawrence Summers）（2009-2010）
- ジーン・スパーリング （Gene Sperling）（2011-2014）
- ジェフリー・ジエンツ（Jeffrey Zients）（2014-2017）
- ゲイリー・コーン（Gary Cohn）（2017-2018）
- ラリー・クドロー（Larry Kudlow）（2018-2021）
- ブライアン・ディーズ（Brian Deese）（2021-2023）
- ラエル・ブレイナード（Lael Brainard）（2023-2025）
- ケビン・ハセット（Kevin Hassett）（2025-）